# 拉蒂松猫蛛
拉蒂松猫蛛（学名：Peucetia latikae）为猫蛛科松猫蛛属的动物。分布于印度以及中国大陆的四川等地。该物种的模式产地在印度。